# Туркестанський військовий округ
Туркеста́нський військо́вий о́круг (ТуркВО) — одиниця військово-адміністративного поділу, військовий округ у Російській імперії та СРСР.